# العلاقات اللبنانية الماليزية
العلاقات بين لبنان وماليزيا (الإنجليزية: Lebanon–Malaysia relations؛ الفرنسية: Relations entre le Liban et la Malaisie؛ الملايو: Hubungan Lubnan-Malaysia) تشير إلى العلاقات الخارجية الثنائية بين لبنان وماليزيا. لدي لبنان سفارة في كوالالمبور، ولدي ماليزيا سفارة في بيروت. 

## العلاقات الاقتصادية
تم توقيع اتفاقية حول تجنب الازدواج الضريبي ومنع التهرب المالي بما في ذلك اتفاقية معاهدة الاستثمار الثنائية بين البلدين. منذ عام 2007، بلغ إجمالي الصادرات الماليزية إلى لبنان حوالي 84708 والصادرات اللبنانية 8419.  تشمل الصادرات الماليزية أجزاء التلفزيون، وزيت النخيل، والملابس، ومضخات الغاز والمنتجات الخشبية، في حين أن الصادرات اللبنانية مثل منتجات الكاكاو، والنفايات النحاسية، والكتب والشعر بما في ذلك حاويات التعبئة. ومع ذلك، في عام 2011، انخفضت الصادرات اللبنانية إلى 1747 بينما زادت الصادرات الماليزية إلى 144756.  في عام 2003، أقام رجال أعمال من كلا البلدين شراكة استراتيجية لإنشاء مجلس الأعمال الماليزي اللبناني.  كما يوجد صانع سيارات لبناني في ماليزيا. 

## العلاقات الأمنية
كانت ماليزيا أحد المساهمين السابقين في حفظ السلام في لبنان. خلال البعثة، أرسلت ماليزيا ما مجموعه 877 من قوات حفظ السلام. 